# Alexandre Pétion
Alexandre Sabès Pétion (født 2. april 1770, død 29. marts 1818) var præsident for den sydlige del af Republikken Haiti fra 1806 indtil sin død. 
Han betragtes som en af Haitis grundlæggere, sammen med Toussaint Louverture, Jean-Jacques Dessalines, og hans rival Henri Christophe.
Han blev født i Port-au-Prince af en haitiansk mor og en velhavende fransk far. Han blev sendt til Frankrig i 1788 for at blive undervist på militærakademiet i Paris.